# 모로토노촌
모로토노촌(諸富野村)은 이바라키현 구지군에 일찍이 존재했던 촌이다.

## 지리
- 옛 야마카타정, 현재의 히타치오미야시의 북동부에 위치한다.
- 현재 다이고정의 남부에 위치한다.
- 촌은 구지강 동쪽 기슭에 위치한다.
- 촌의 대부분은 산지로 이루어져 있다.

## 역사
- 1889년 4월 1일 - 정촌제 시행에 수반해 구지군 모로토노촌이 성립하였다.
- 1955년 2월 11일 - 기타토미타의 일부는 시모오가와촌에 편입되었고, 잔부는 나카군 야마카타정에 편입되어 소멸하였다.

## 인구
| 1889년 | 2,633 |
| 1891년 | 2,713 |
| 1920년 | 2,957 |
| 1935년 | 3,373 |
| 1950년 | 3,897 |

## 교통

### 도로
- 2급국도
  - 국도 제118호선

## 참고문헌
- 角川日本地名大辞典編纂委員会『가도카와 일본 지명 대사전 8 茨城県』、가도카와 쇼텐、1983年 ISBN 4-04-001080-9